# Leucophenga shillongensis
Leucophenga shillongensis är en tvåvingeart som beskrevs av Dwivedi och Gupta 1979. Leucophenga shillongensis ingår i släktet Leucophenga och familjen daggflugor. Inga underarter finns listade i Catalogue of Life.